# Crisis
Crisis (invariable en plural: 'las crisis'; del latín crisis,  a su vez del griego κρίσις) es una coyuntura de cambios en cualquier aspecto de una realidad organizada pero inestable, sujeta a evolución; especialmente, la crisis de una estructura. Los cambios críticos, aunque previsibles, tienen siempre algún grado de incertidumbre en cuanto a su reversibilidad o grado de profundidad, pues si no serían meras reacciones automáticas como las físico-químicas. Si los cambios son profundos, súbitos y violentos, y sobre todo traen consecuencias trascendentales, van más allá de una crisis y se pueden denominar revolución.
Las crisis pueden designar un cambio traumático en la vida o salud de una persona o una situación social inestable y peligrosa en lo político, económico, militar, etc. También puede ser la definición de un hecho medioambiental de gran escala, especialmente los que implican un cambio abrupto. De una manera menos propia, se refieren con el nombre de crisis las emergencias o las épocas de dificultades de la crisis.

## Enlaces
- Wikcionario  tiene definiciones y otra información sobre crisis.
- Video Documental del crack del 29
- Wikiquote alberga frases célebres de o sobre Crisis.

- Datos: Q381072
- Multimedia: Crises / Q381072
- Citas célebres: Crisis